# Sadık Yemni
Sadık Yemni (Istanboel, 2 januari 1951) is een Turkse schrijver, vertaler en columnist.
Yemni verhuisde op driejarige leeftijd naar İzmir, waar hij opgroeide. In 1975 stopte hij met zijn studie scheikunde aan de Egeïsche Universiteit (Ege Üniversitesi) en kwam naar Nederland. Hij vond werk als brugwachter bij de NS en ontwikkelde zich in die periode van zeven jaar tot schrijver. Yemni schrijft zijn romans en verhalen in het Turks maar de meeste romans van hem zijn ook in het Nederlands te lezen.
Sadık Yemni is de voorzitter van de Turkse Schrijvers Club in Nederland.